# M-Audio
M-Audio is een merknaam van het Amerikaanse Avid Technology, Inc. M-audio is een prominente aanbieder van hard- en software-oplossingen voor gecomputeriseerde muziekproductie en geluidsbewerking, voor zowel professionele geluidsstudio's als (semi)professioneel thuisgebruik.

## Geschiedenis
M-Audio werd in 1988 door Tim Ryan in Irwindale, Californië opgericht onder de naam Midiman, Inc. en producten werden dan ook op de markt gebracht onder de merknaam Midiman. In 2002 werd er overgeschakeld naar de merknaam M-Audio. Avid Technology nam M-Audio in 2005 over.

## Producten
De volgende productlijnen worden ontwikkeld:
- MIDI-keyboards en andere MIDI-besturingsapparaten
- Geluidskaarten, zowel in de vorm van insteekkaart als externe behuizing
- Geluidsmonitoren
- Microfoons
- software voor muziekproductie en virtuele muziekinstrumenten in de vorm van VST-plugins
- geluidsbibliotheken